# سراسر دست
سراسر دست (به انگلیسی: Hands All Over) سومین آلبوم گروه امریکایی مارون ۵ به تهیه‌کنندگی رابرت جان "مات" لنگ می‌باشد . این آلبوم به وسیلهٔ شرکت ای اند ام/اکتون یک بار در ۲۱ سپتامبر ۲۰۱۰ و بار دیگر ۱۲ جولای ۲۰۱۱ (که شامل آهنگ پر طرفدار حرکات شبیه به رقاص (Move Like Jagger) می‌شد) انتشار یافت. آلبوم باز خوردهای متناسب از طرف جوامع موسیقی دریافت کرد هر چند برای تهیه‌کنندگی همواره تحسین شد. بعضی از نقدها این آلبوم را پر روح تر از آلبوم قبلی گروه یعنی هرگز قبل از دیر زود نمی‌شود (It Won't Be Soon Before Long) عنوان کردند.

## نقدها
| بررسی انتقادی   | بررسی انتقادی   |
| منبع            | رتبه‌بندی        |
| --------------- | --------------- |
| متاکریتیک       | (۶۳/۱۰۰)        |
| آل‌میوزیک        | 4.5/5 ستاره     |
| د بوستون گلوب   | (mixed)         |
| انترتیمنت ویکلی | (C+)            |
| لوس آنجلس تایمز | 2.5/4 ستاره     |
| آبزرور          | (غیر قابل تحمل) |
| رولینگ استون    | 3.5/5 ستاره     |

با وجود نظریات اغلب متناسب، آلبوم در متاکریتیک بر اساس ۹ نظر، امتیاز ۶۳ از ۱۰۰ را دریافت کرد.استفان توماس ارلوین از آل میوزیک به آلبوم از ۵ ستاره ۴.۵ داد. بیل لمب از سایت ابوت دات کام نظر مثبت خود را با دادن ۴ ستاره (از ۵ ستاره) نشان داد و گفت: «به عنوان سومین آلبوم برای مارون ۵ اضافه شدن اندکی راک خیلی مناسب بود.»
از طرف وبسایت آی جی ان به آلبوم از ۱۰ ستاره 7 ستاره دادند و گفتند: «این آلبوم جوری برنامه ریزی شده است تا بتواند در زمینه های پاپ و دنس موفق باشد» همچنین اضافه کردند:«تقریباً همه ی آهنگ‌های این آلبوم قابلیت تک‌آهنگ شدن را دارند.» جیکوب دوروف از اسلنت مگزین همانند دات (میوزیک) آلبوم را متناسب توصیف کرد.

## فروش
در بیلبورد ۲۰۰ آمریکا این آلبوم رتبه دوم را با توجه به فروش نسبتاً خوب ۱۴٬۲۰۰ نسخه در هفتهٔ اول به درست آورد هر چند کار قبلی آن ها با فروش ۴۲۹٬۰۰۰ نسخه رتبهٔ نخست را بدست آوره بود. در هفتهٔ دوم به رتبهٔ نهم سقوط کرد. در نوامبر ۲۰۱۰ آلبوم نشان طلای آر آی ای ای را دریافت کرد که بیانگر فروش حداقل ۵۰۰٬۰۰۰ نسخه تنها در آمریکا بود. همچنین در آوریل ۲۰۱۱ نیز نشان طلا برای فروش بیش از ۱۰۰٬۰۰۰ نسخه در ژاپن را دریافت نمود. آلبوم یک بار در ژانویه ۲۰۱۲ و باری دیگر در آوریل ۲۰۱۲ نشان پلاتین برای فروش ۱٬۰۷۹٬۰۰۰ نسخه در آمریکا دریافت کرد.

## فهرست آهنگ‌ها
| شماره      | نام                                                              | نویسنده(ها)                      | مدت   |
| ---------- | ---------------------------------------------------------------- | -------------------------------- | ----- |
| ۱.         | «بد بختی (Misery)»                                               | آدام لوین،جس کارمیشل، سم فرار    | ۳:۳۶  |
| ۲.         | «یک خورده دیگه بده (Give a Little More)»                         | آدام لوین، کارمیشل، جیمز والنتین | ۳:۰۰  |
| ۳.         | «لکنت (Stutter)»                                                 | لوین،فرار، مت فلین               | ۳:۱۶  |
| ۴.         | «هیچ چیز نمی‌دانم (Don't Know Nothing)»                           | لوین، فرار                       | ۳:۱۹  |
| ۵.         | «هیچ وقت این تخت رو ترک نمی‌کنم (Never Gonna Leave This Bed)»     | لوین                             | ۳:۱۶  |
| ۶.         | «نمی تونم دروغ بگم (I Can't Lie)»                                | لوین، فرار                       | ۳:۳۱  |
| ۷.         | «سراسر دست (Hands All Over)»                                     | لوین، فرار، کارمیشل              | ۳:۱۲  |
| ۸.         | «چطور (How)»                                                     | لوین، فرار، کارمیشل، شاون تلز    | ۳:۳۶  |
| ۹.         | «به زندگی من برگرد (Get Back in My Life)»                        | لوین، والنتین، کارمیشل           | ۳:۳۷  |
| ۱۰.        | «فقط یک احساس (Just a Feeling)»                                  | لوین، کارمیشل                    | ۳:۴۶  |
| ۱۱.        | «فرار کن (Runaway)»                                              | لوین، فرار، نوآ پسووی            | ۳:۰۱  |
| ۱۲.        | «خالی از خداحافظی (Out of Goodbyes)» (با لیدی آنتبلوم)           | لوین، والنتین، کارمیشل           | ۴:۱۶  |
| ۱۳.        | «حرکات شبیه جگر (Moves Like Jagger)» (به همراهی کریستینا آگیلرا) | لوین، بنجامین، شل بک، مالک       | nil   |
| مجموع مدت: | مجموع مدت:                                                       | مجموع مدت:                       | ۴۰:۲۶ |

| آهنگ جایزه در ویرایش لوکس و آیتونز | آهنگ جایزه در ویرایش لوکس و آیتونز                                          | آهنگ جایزه در ویرایش لوکس و آیتونز   | آهنگ جایزه در ویرایش لوکس و آیتونز |
| شماره                              | نام                                                                         | نویسنده(ها)                          | مدت                                |
| ---------------------------------- | --------------------------------------------------------------------------- | ------------------------------------ | ---------------------------------- |
| ۱۳.                                | «آخرین شانس (Last Chance)»                                                  | لوین، فرار                           | ۳:۰۹                               |
| ۱۴.                                | «تماس بی پرده (No Curtain Call)»                                            | لوین، کارمیشل، هارمونی دیوید ساموئلز | ۳:۴۴                               |
| ۱۵.                                | «هیچ وقت این تخت رو ترک نمی‌کنم (Never Gonna Leave This Bed)» (نسخه آکوستیک) | لوین                                 | ۳:۲۲                               |
| ۱۶.                                | «بدبختی (Misery)» (نسخه آکوستیک)                                            | لوین، فرار، کارمیشل                  | ۳:۴۶                               |
| ۱۷.                                | «اگه تو رو نگیرم (If I Ain't Got You)» (اجرای زنده)                         | آلیکا کیز                            | ۴:۰۰                               |
| ۱۸.                                | «هوایی که تنفس می کنم (The Air That I Breathe)»                             | لوین، والنتین، تامی کینگ             | ۴:۱۷                               |
| ۱۹.                                | «آخرین شانس (Last Chance)» (اجرای زنده)                                     | لوین، فرار                           | ۳:۱۲                               |

## رتبه ها
| چارت (۲۰۱۲)                  | بهترین رتبه |
| ---------------------------- | ----------- |
| چارت آلبوم‌های استرالیا       | ۷           |
| چارت آلبوم‌های اتریش          | ۲۰          |
| چارت آلبوم‌های انگلستان       | ۶           |
| چارت آلبوم‌های بلژیک(فنلاند)  | ۴۸          |
| چارت آلبوم‌های بلژیک(والونیا) | ۲۱          |
| چارت آلبوم‌های دانمارک        | ۲۰          |
| چارت آلبوم‌های هلندی          | ۸           |
| چارت آلبوم‌های فنلاند         | ۴۶          |
| چارت آلبوم‌های فرانسه         | ۱۶          |
| چارت آلبوم‌های آلمان          | ۱۷          |
| چارت آلبوم‌های مجارستان       | ۱۸          |
| چارت آلبوم‌های ایرلند         | ۱۳          |
| چارت آلبوم‌های ایتالیا        | ۱۰          |
| چارت آلبوم‌های ژاپن           | ۳           |
| چارت آلبوم‌های مکزیک          | ۱۷          |
| چارت آلبوم‌های نیوزلند        | ۱۲          |
| چارت آلبوم‌های لهستان         | ۴۲          |
| چارت آلبوم‌های پرتغال         | ۱۸          |
| چارت آلبوم‌های اسپانیا        | ۲۳          |
| چارت آلبوم‌های سوئد           | ۵۰          |
| چارت آلبوم‌های سوییس          | ۱۰          |
| چارت آلبوم‌های یونان          | ۷           |
| بیلبورد ۲۰۰ آمریکا           | ۲           |